# Pingdu
Pingdu, tidigare romaniserat Pingtu, är en stad på häradsnivå som lyder under Qingdaos stad på prefekturnivå i Shandong-provinsen i norra Kina.

## Källa
1. ↑  ”worldpostmarks.net”. Arkiverad från originalet den 2 januari 2015. https://web.archive.org/web/20150102101710/http://worldpostmarks.net/HTML%20Countries/china.htm. Läst 11 november 2014.